# John Welchli
John Russell Welchli, né le 6 mars 1929 à Bay City et mort le 23 mars 2018 à Grosse Pointe Farms, est un rameur d'aviron américain. 

## Carrière
John Welchli participe aux Jeux olympiques de 1956 à Melbourne et remporte la médaille d'argent avec le quatre sans barreur américain composé de James McIntosh, Arthur McKinlay et John McKinlay.